# AMR 33
AMR 33 – francuski lekki czołg rozpoznawczy, zaprojektowany w zakładach Renault. Posiadał oznaczenie fabryczne Renault VM.

## Historia
W 1933 roku przyjęty do uzbrojenia kawalerii francuskiej jako Automitrailleuse de Reconnaissance Renault Modele 1933 w skrócie AMR 33. Pierwsza seria dostarczona do czerwca 1934 roku liczyła 123 sztuki. Ponieważ eksploatacja seryjnych wozów wykazała dużą awaryjność zawieszenia wozu, dalszych pojazdów tego typu nie zamówiono.
Załogę stanowiło dwóch ludzi, kierowca i strzelec, uzbrojenie 1 karabin maszynowy 7,5 mm. Napędzany był silnikiem Renault: 8 cylindrowym, benzynowym, chłodzonym cieczą, o mocy 85 KM, który pozwalał rozwinąć prędkość do 60 km/h i zasięg ok. 200 km.
Wyprodukowano 123 sztuki. Po zajęciu Francji przez Niemców część ocalałych pojazdów używano w armii niemieckiej pod nazwą Panzerspähwagen Renault VM(f) Sd.Kfz.701(f) w skrócie PzSpWg VM 701 (f).
Rozwinięciem czołgu AMR 33 był czołg AMR 1935